# Cantone di Bonchamp-lès-Laval
Il Cantone di Bonchamp-lès-Laval è una divisione amministrativa dell'Arrondissement di Laval e dell'Arrondissement di Mayenne.
È stato costituito a seguito della riforma approvata con decreto del 21 febbraio 2014, che ha avuto attuazione dopo le elezioni dipartimentali del 2015.

## Composizione
Comprende i 7 comuni di:
- Argentré
- Bonchamp-lès-Laval
- Châlons-du-Maine
- La Chapelle-Anthenaise
- Louverné
- Montflours
- Sacé